# Metropolia Calabar
Metropolia Calabar – jedna z 9 metropolii kościoła rzymskokatolickiego w Nigerii. Została ustanowiona 26 marca 1994.

## Diecezje
- Archidiecezja Calabar
  - Diecezja Ikot Ekpene
  - Diecezja Ogoja
  - Diecezja Port Harcourt
  - Diecezja Uyo

## Metropolici
- Brian David Usanga (1994-2003)
- Joseph Edra Ukpo (2003-2013)
- Joseph Effiong Ekuwem (od 2013)